# 三猿
三猿（さんざる、さんえん）とは3匹の猿が両手でそれぞれ目・耳・口を隠し、「見ざる、聞かざる、言わざる」という叡智の3つの秘密を示す意匠である。

## 日本における三猿
日本語の語呂合わせから日本が三猿発祥の地と思われがちだが、3匹の猿というモチーフ自体は古代エジプトやアンコール・ワットにも見られるもので、シルクロードを伝い中国を経由して日本に伝わったという見解がある 。『論語』に「非礼勿視、非礼勿聴、非礼勿言、 非礼勿動」（礼にあらざれば視るなかれ、礼にあらざれば聴くなかれ、礼にあらざれば言うなかれ、礼にあらざればおこなうなかれ）という一節がある。一説に、こうした「不見・不聞・不言」の教えが8世紀ごろ、天台宗系の留学僧を経由して日本に伝わったという。三猿のモチーフは、庚申信仰の伝播とともに近世以降広く用いられるようになり、主尊の青面金剛を描く際、その足元に三猿が添えられた例が多い。また庚申塔にも多く三猿が彫り込まれている。天台宗は比叡山の鎮護社の日吉大社と密接な関係にあり、日吉大社を本尊とし、猿を神使とする山王信仰が、庚申信仰と習合した結果ともいう。
南方熊楠によれば青面金剛と猿の関係はインドに起源があり、青面金剛はインドのラーマーヤナ説話の主人公・ラーマの本体たるヴィシュヌ神の転化であり、三猿はラーマに仕えたハヌマーンの変形という。また庚申の「申=さる」である、庚申信仰で人の悪事を監視して天帝に報告する三匹の「三尸虫」を封じるため、悪事を見ず、聞かず、話さない三匹の猿を出したなどの説もある。江戸中期に出版された『和漢三才図会』の「庚申」の項を見ると三猿の挿絵が添えられている。

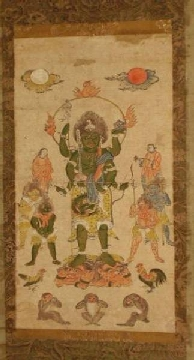
庚申信仰と三猿 その (1) 青面金剛像と三猿。
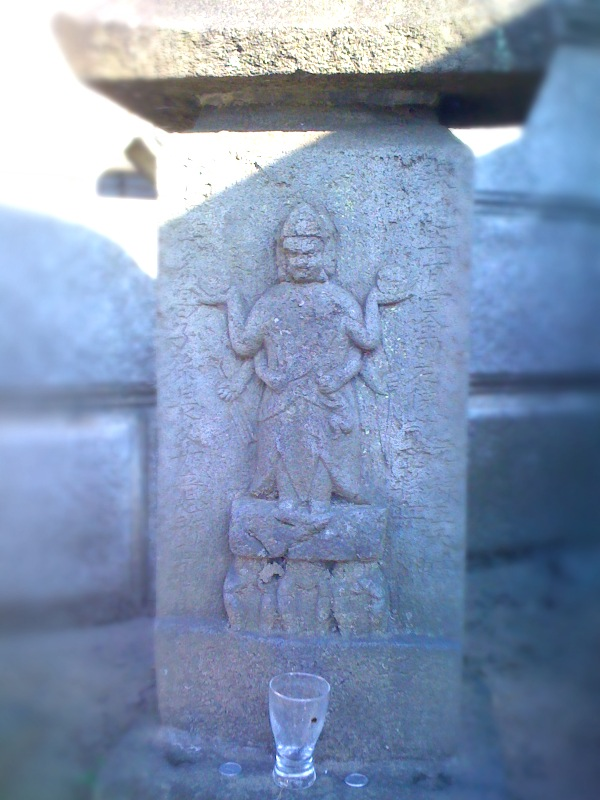
その (2) 石像の青面金剛と三猿。千葉県習志野市。
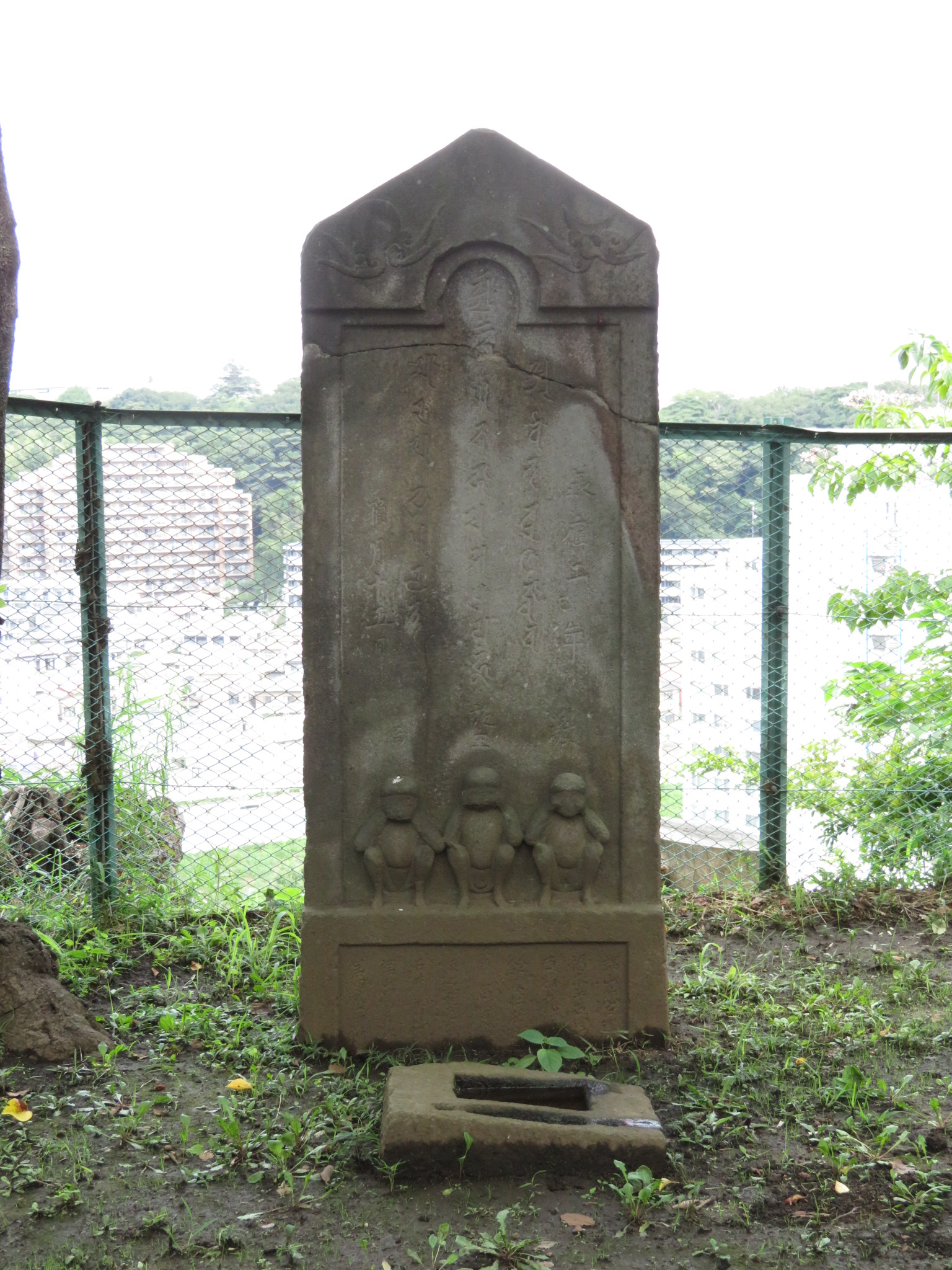
その (3) 庚申塔に見られる三猿。神奈川県藤沢市伊勢山公園。
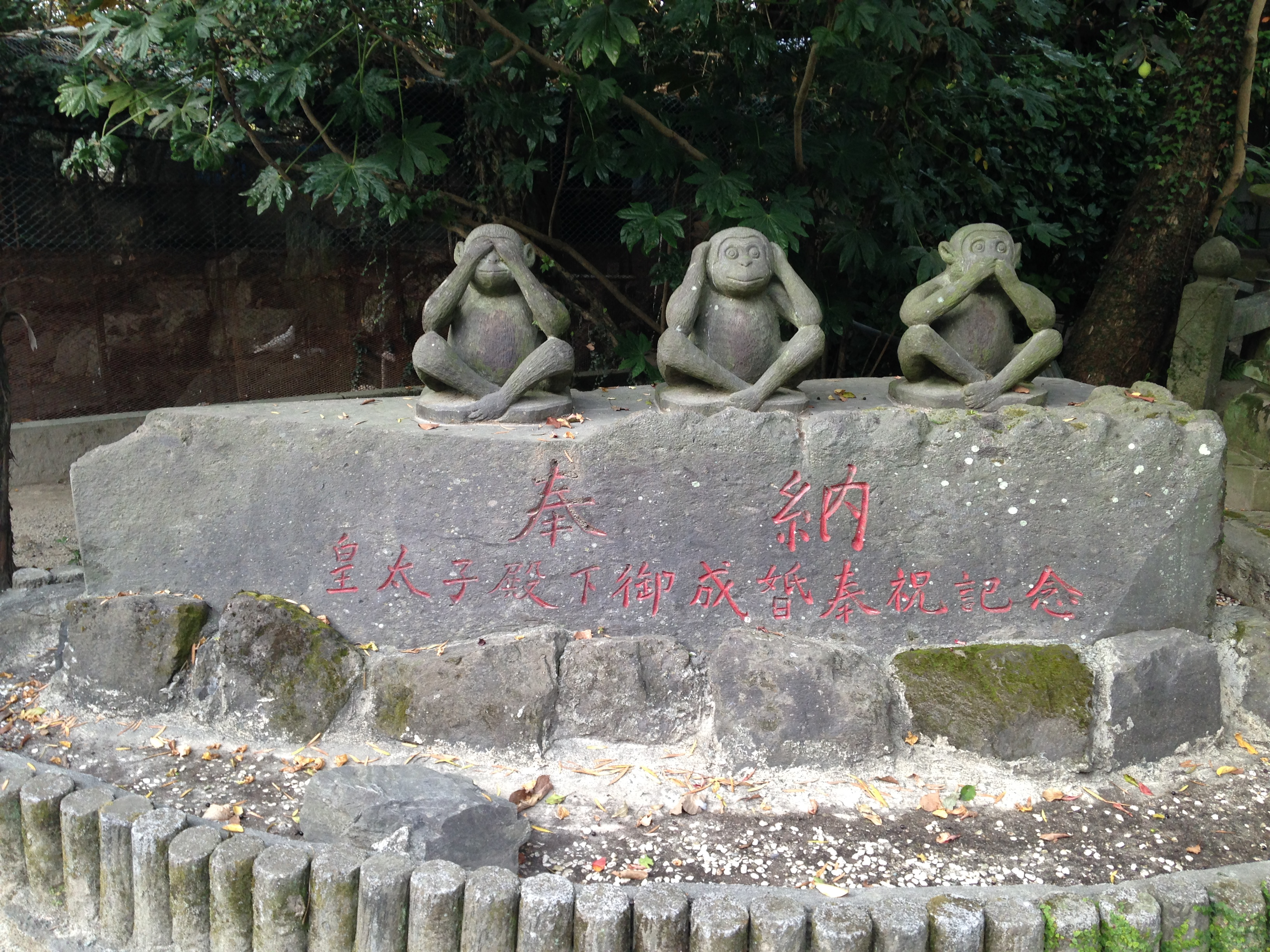
山王信仰と三猿 福岡県柳川市の日吉神社境内。

## 各国における三猿
江戸初期の左甚五郎作と伝える日光東照宮の神厩舎に施されているレリーフは、明治時代になると海外にも紹介されて、やがて世界的に最も有名な三猿のひとつとなった。
世界各地で仏教の布教活動をしていた日本人僧侶の藤井日達は1933年、インドのマハトマ・ガンディーを訪問し面会、藤井はガンディーの非暴力主義に共鳴し、ガンディーに三猿像を贈った。この三猿像の教えに共感したガンディーは以後、常に3匹の猿の像を身につけ、「悪を見るな、悪を聞くな、悪を言うな」と民衆に教えたとされており、インドの教科書などにも「ガンディーの三猿」が掲載されている。また、アメリカ合衆国では教会の日曜学校などで三猿を用い「猥褻なものを見ない」「性的な噂を聞かない」「嘘や卑猥なことを言わない」よう諭すことがあるという。

世界的に有名な日光東照宮の三猿像
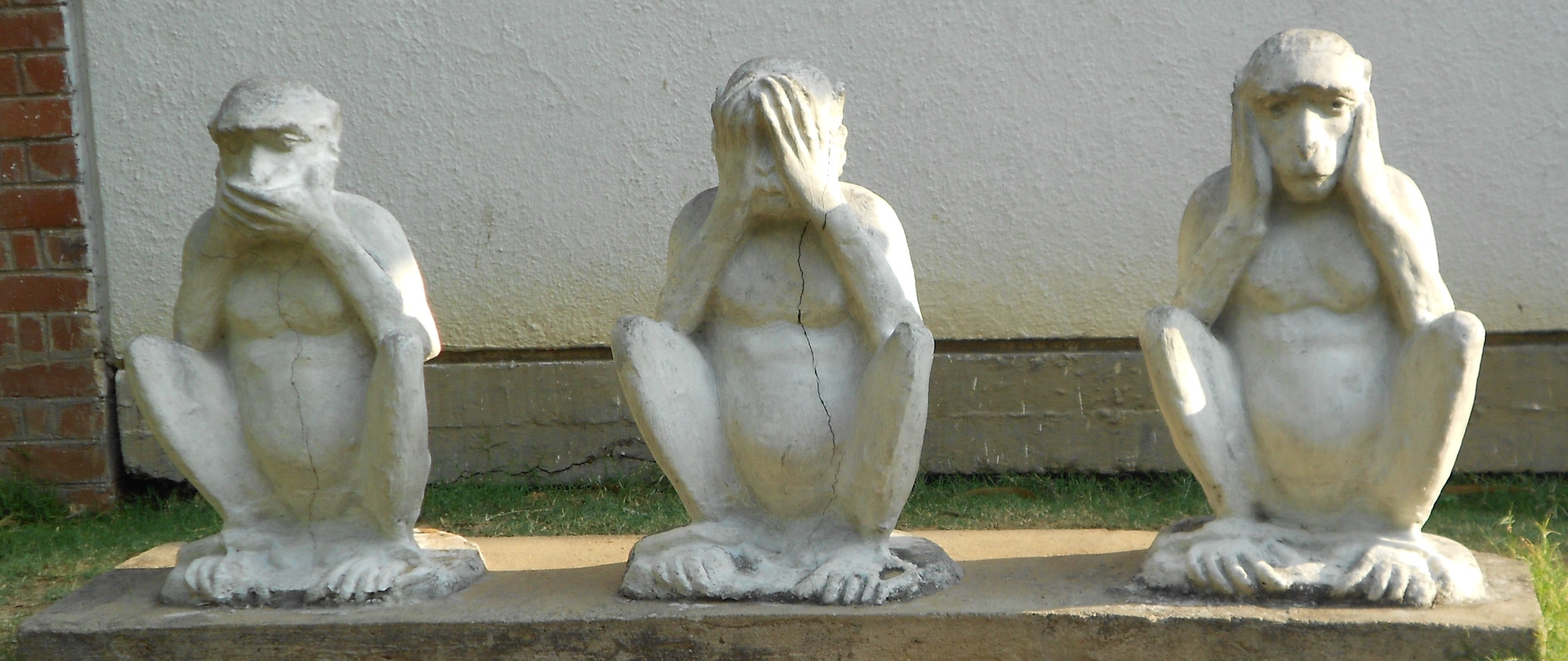
“ガンディーの三猿”。インド・アフマダーバード。
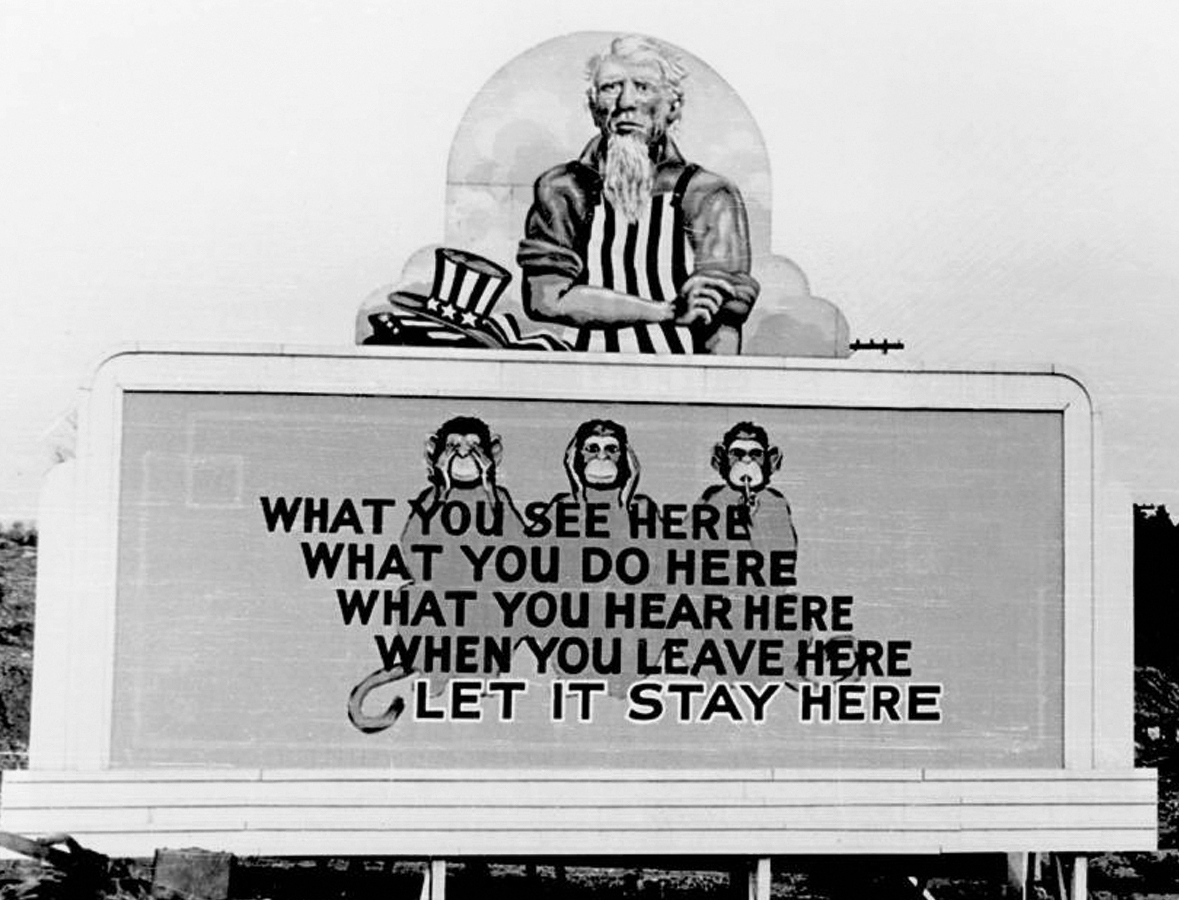
「ここを出るとき、君たちの見たこと、やったこと、聞いたことを持ち出すな」。米国オークリッジにおける原爆開発施設の職員向け看板。
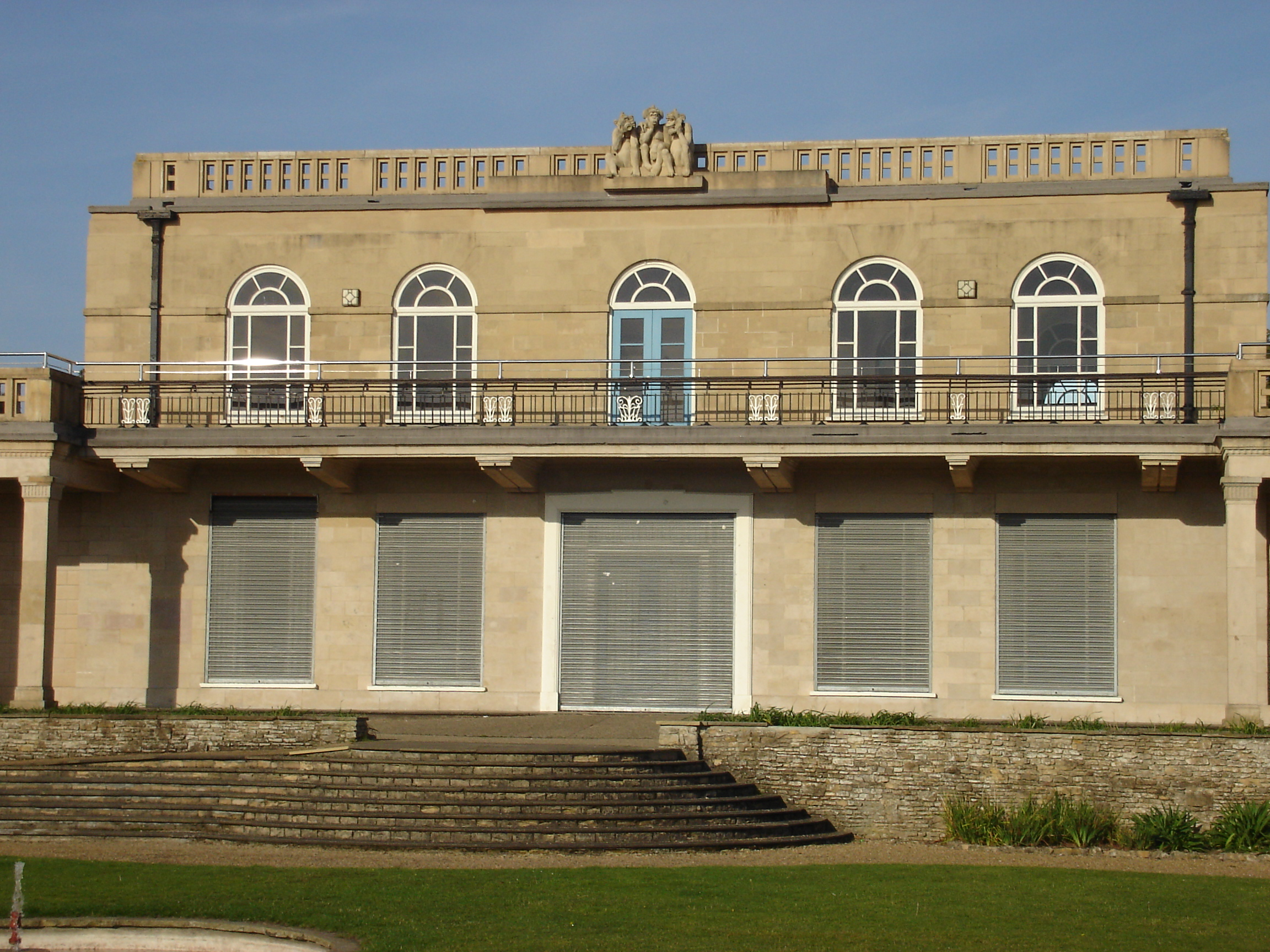
英国・ノリッジにて。
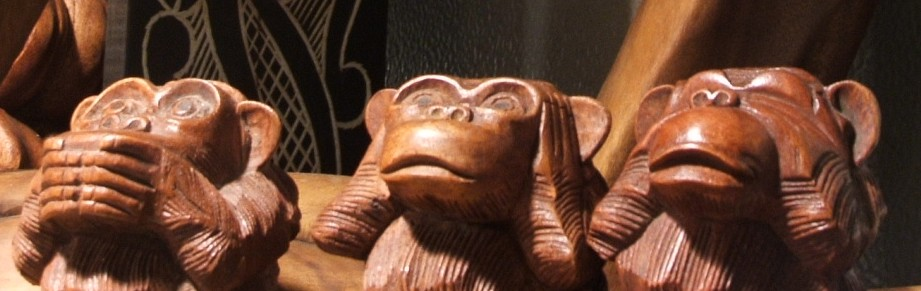
三猿の置物（木製、イタリア ジェノヴァ）

### 4匹目の猿
また、タイなどの一部の地域では、「見ざる、聞かざる、言わざる」に4番目の猿を加えた、いわば四猿なる伝承が伝えられている。この猿は手で股間を隠した姿をとり、「せざる」、即ち性的な不道徳を戒めるものとされる。この4匹目の猿に関して、上に示した『論語』の警句の4番目の文言「非礼勿動」との関連が指摘されている。

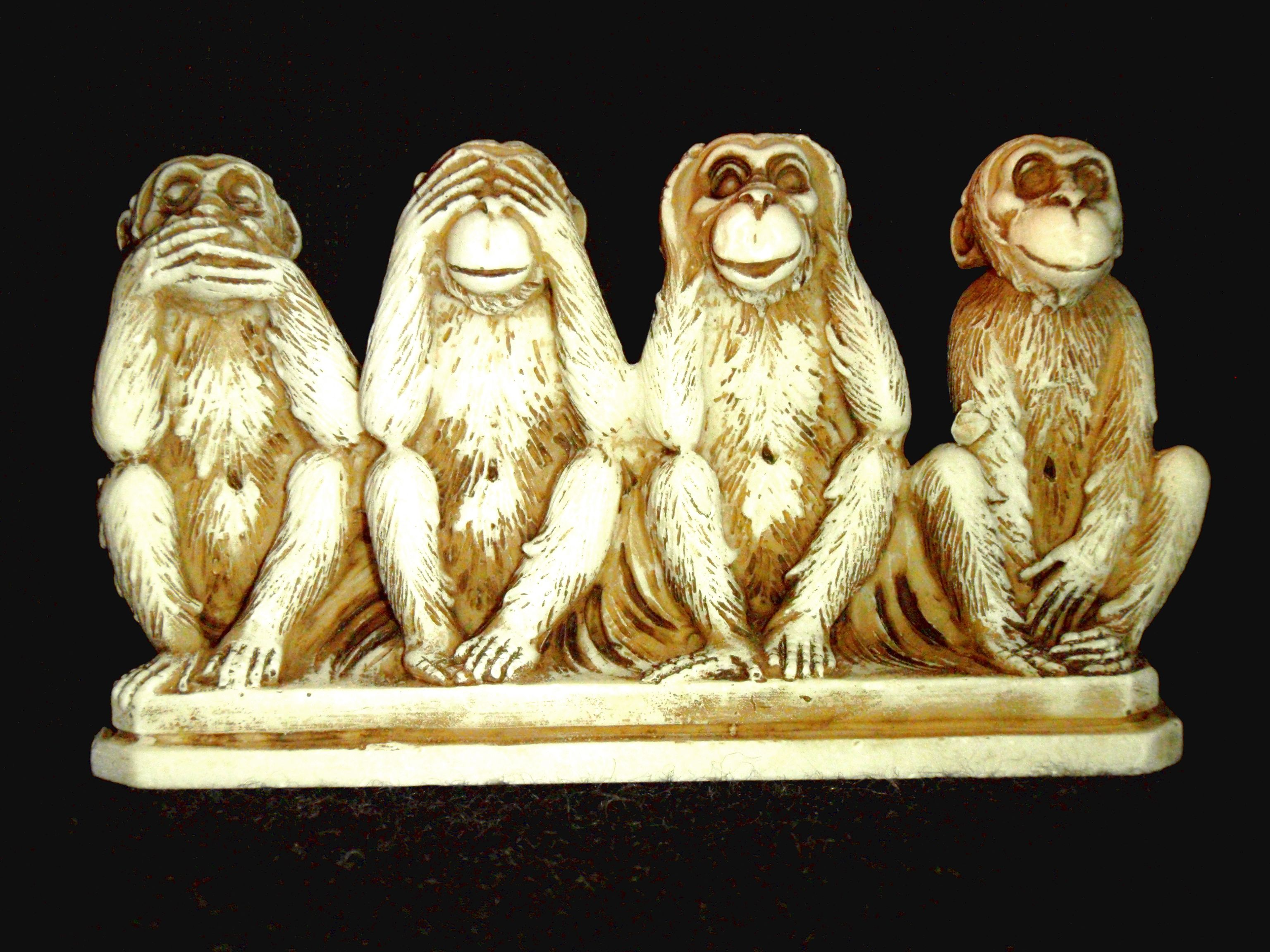
三猿に4匹目の猿が加えられた彫像

また別伝に4匹目の猿は、手で鼻を覆った姿を取り、「臭わざる」の意を表すともされる。
日吉大社には平安時代良源が願文を捧げた際三猿に因んで詠んだとされる「七猿歌」が伝えられており、この中に「見ず聞かず言わざる三つのさるよりも思わざるこそまさるなりけれ」とあることから「思わざる」を4匹目の猿とするものもある。なおこの「七猿歌」に関しては他説と比較して時代が大きく前後することから、民俗学者の小花波平六は後世の創作であると結論している。

## 三猿コレクション
大阪府に所在する国立民族学博物館には世界の三猿コレクションがある。同博物館の民族文化研究部教授中牧弘允によって、図集が出版されている。

## 三猿を題材とした作品
- 水曜日のカンパネラ「見ざる聞かざる言わざる」（2018年）[11]
- Library of Ruina（2020年・韓国)
- Mili 「And Then is Heard No More」(2021年)

## 絵文字
2010年リリースのUnicode 6.0にて、三猿の絵文字が実装されている。
| 記号 | Unicode | JIS X 0213 | 文字参照            | 名称                 |
| ---- | ------- | ---------- | ------------------- | -------------------- |
| 🙈   | U+1F648 | -          | &#x1F648; &#128584; | SEE-NO-EVIL MONKEY   |
| 🙉   | U+1F649 | -          | &#x1F649; &#128585; | HEAR-NO-EVIL MONKEY  |
| 🙊   | U+1F64A | -          | &#x1F64A; &#128586; | SPEAK-NO-EVIL MONKEY |